# Specie pioniera

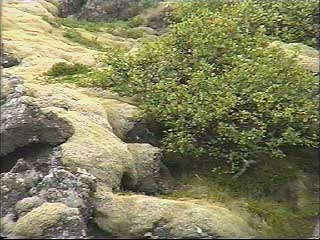
La betulla è una tipica specie pioniera, in grado di insediarsi sulle colate laviche di recente formazione

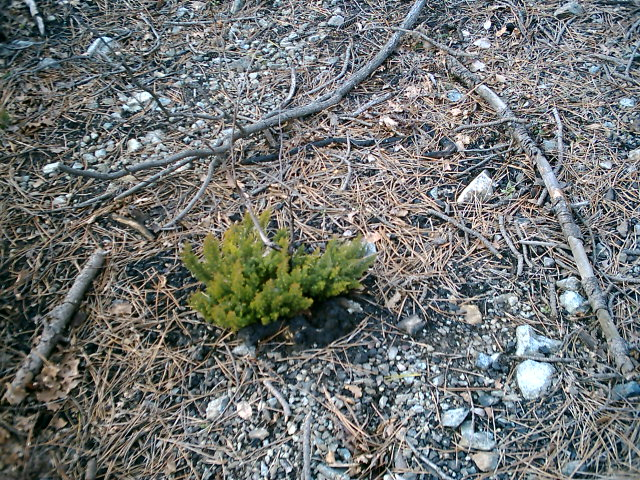
Un esempio di pianta pioniera: un'erica che cresce su un suolo da poco devastato da un incendio

Si definisce specie o pianta pioniera una pianta che riesce a insediarsi per prima su dei terreni di recente formazione, come quelli derivati da frane o colate laviche, dune costiere o terreni in cui le piante siano state bruciate da incendi.
Si tratta di piante in genere molto resistenti, che si adattano anche a suoli poco profondi e poveri di sostanze nutritive. Queste piante modificano il terreno e lo rendono più adatto ad altre specie più esigenti che si insedieranno successivamente. L'importanza ecologica di queste specie è quindi notevole.